# فوزنيسينسكايا (إنغوشيا)
فوزنيسينسكايا (بالروسية: Вознесенская) هي مدينة في جمهورية إنغوشيتيا في روسيا.
يبلغ عدد سكانها حوالي 6768 نسمة.